# Anderson (ur. maj 1980)
Anderson Gonçalves Pedro (ur. 17 maja 1980, Espírito Santo do Pinhal, Brazylia) –były brazylijski piłkarz (pomocnik).
Grając w Brazylii występował w barwach kilku klubów: Rio Preto EC, AE Jataiense, Clube Atlético Guaçuano de Mogi Guaçu. W okresie przygotowawczym do rundy wiosennej sezonu 2005/2006 został zatrudniony w Pogoni Szczecin. W barwach Granatowo-Bordowych zadebiutował w meczu przeciwko Legii Warszawa (2:0) rozegranym w Warszawie 31 marca 2006 roku rozgrywając do końca rundy 8 spotkań. Na początku 2007 roku został wypożyczony do Zagłębia Lubin.
W lipcu 2008 roku przeszedł do Artmedii Petržalka.